# Rosa kwangtungensis
Rosa kwangtungensis — вид рослин з родини трояндових (Rosaceae); ендемік Китаю.

## Опис
Кущ виткий, невеликий, з довгими повзучими гілками. Гілочки темно-сірі або червоно-коричневі, циліндричні, коли молоді дрібно запушені, скоро оголюються; колючки розсіяні, вигнуті, до 7 мм, міцні, плоскі, поступово звужуються до широкої основи. Листки включно з ніжками 35–60 мм; прилистки в основному прилягають до ніжки, вільні частини ланцетні, запушені; листочків 5–7(9), еліптичні, довго еліптичні або еліптично-яйцюваті, 15–30 × 8–15 мм, уздовж середньої жилки щільно запушені; знизу зеленуваті запушені залозисто запушені й рідко коротко колючі, зверху темно-зелені; основа майже округла або широко клиноподібна, край пилчастий, верхівка гостра або загострена. Квіток 4–15, 15–30 мм у діаметрі. Чашолистків 5, яйцювато-ланцетні. Пелюсток 5 або подвійні, білі або червоні, запашні, зворотно-яйцюваті, основа широко клиноподібна, верхівка виїмчаста чи округло-тупа. Цинародії пурпурно-коричневого кольору, кулясті, 7–10 мм у діаметрі, блискучі.

## Поширення
Ендемік Китаю: Фуцзянь, Гуандун, Гуансі. Населяє чагарники, схили, береги річок, узбіччя доріг на висотах 100–500 метрів.